# Три мушкетёра (мюзикл)
«Три мушкетёра» — новогодний мюзикл, снятый в 2004 году режиссёром Тиной Баркалая по мотивам одноимённого романа Александра Дюма. Его премьерный показ состоялся 1 января 2005 года на телеканале Россия.

## Сюжет
Мюзикл представляет собой вольную переработку романа Александра Дюма «Три мушкетёра». Молодой гасконский дворянин д’Артаньян приезжает в Париж, чтобы стать королевским мушкетёром, и попадает в женский полк. Командует полком Тревиль, постоянно заводящий интрижки с подчинёнными. Вместе с Атосом, Портосом и Арамисом (эти три мушкетёра здесь женщины) д’Артаньян начинает противостоять многочисленным козням мадам Ришельё.
Рецензент «Комсомольской правды» констатирует, что «от романа Дюма авторы почти ничего не оставили, кроме истории с подвесками… Миледи и Кардинал вовсе отсутствуют». Появляется совершенно новый персонаж, мадам Ришельё; королева занимается йогой, король увлекается живописью, а Бэкингем — алхимией. По словам ещё одного рецензента, сюжет в мюзикле был «перелицован в духе Камеди Клаба».

## В ролях
| Актёр                | Персонаж                  |
| -------------------- | ------------------------- |
| Владимир Зеленский   | д’Артаньян                |
| Алёна Свиридова      | Атос                      |
| Руслана Писанка      | Портос                    |
| Анна Ардова          | Арамис                    |
| Амалия Гольданская   | королева Анна Австрийская |
| Юрий Стоянов         | король Людовик XIII       |
| Андрей Данилко       | мадам Ришельё             |
| Армен Джигарханян    | капитан Де Тревиль        |
| Юлия Началова        | Констанция Бонасье        |
| Станислав Садальский | Ла Шене                   |
| Вилле Хаапасало      | герцог Бекингемский       |
| Жасмин               | певица на площади         |
| Татьяна Недельская   | певица на площади         |
| Владимир Этуш        | отец д’Артаньяна          |

## Песни
| № | Название               | Исполнитель                                   |
| - | ---------------------- | --------------------------------------------- |
| 1 | Песня уличных певиц    | Жасмин, Татьяна Недельская                    |
| 2 | Песня мадам Ришельё    | Андрей Данилко                                |
| 3 | Песня д’Артаньяна      | Владимир Зеленский                            |
| 4 | Мы говорим всегда одно | Алёна Свиридова, Руслана Писанка, Анна Ардова |
| 5 | Песня короля           | Юрий Стоянов, Амалия Гольданская              |
| 6 | Ах, парижские соблазны | Алёна Свиридова, Руслана Писанка, Анна Ардова |
| 7 | Песня Констанции       | Юлия Началова                                 |
| 8 | Придёт успех           | Владимир Зеленский                            |

## Производство и восприятие
Изначально роль Атоса должна была получить Анастасия Стоцкая, а роли короля Франции и герцога Бэкингема — Филипп Киркоров. В мюзикле должна была появиться Миледи в исполнении Андрея Данилко, но в финальной версии фильма этот персонаж вообще отсутствовал, а Андрей Данилко сыграл мадам Ришельё. Роль Миледи предлагали и Алле Пугачёвой, но та отказалась из-за занятости в «Фабрике звёзд». Роль Арамиса досталась Анне Ардовой, падчерице Игоря Старыгина, который сыграл этого персонажа в фильме Георгия Юнгвальда-Хилькевича «Д’Артаньян и три мушкетёра» (1978).
Сценарий мюзикла написал Владимир Зеленский, который сыграл д’Артаньяна. Существует мнение, что он изначально менял сюжет под себя, в связи с чем его персонаж был наделён чертами шута и сердцееда. Роль Констанции Бонасье досталась Юлии Началовой.
Премьерный показ состоялся 1 января 2005 года на телеканале «Россия». Позже мюзикл выпустили на DVD-дисках, на видео- и аудиокассетах. Критики оценили его невысоко, хотя признали актёрский талант Зеленского. О мюзикле снова вспомнили весной 2019 года, когда умерла Юлия Началова и когда Владимир Зеленский победил в первом туре президентских выборов на Украине. Фильм начали пересматривать, пользователи русскоязычных социальных сетей активно комментировали игру Началовой и Зеленского.

## Награды
- 2005 — VI Международный телекинофорум «Вместе» — приз в категории «Лучший музыкальный проект»[11]